# 합동신학대학원대학교
합동신학대학원대학교(合同神學大學院大學校, Hapdong Theological Seminary)는 대한민국 경기도 수원시의 대한예수교장로회(합신)의  대학원 대학이다. 국문 약칭으로 합신대(合神大)가 사용되고 있다. 성경적 개혁주의 신학과 사상에 뿌리를 둔 신학을 연구하고 전수하며 건학 이념에 따른 교단 교역자와 장로교 목회자들을 양성하는 데 교육의 주안을 두고 있다. 2025년 3월 부터 안상혁 박사가 총장이다.

## 역사
합동신학대학원대학교는 1980년 11월 11일에  신복윤, 윤영탁, 김명혁, 박형용교수와 함께 정암 박윤선 박사를 중심으로 서울특별시 강남구 반포동에 위치한 남서울교회(담임 홍정길 목사) 지하실에서 합동신학원을 설립했다. 1984년 12월 21일, 각종학교로써 합동신학교로 교명을 변경하였고, 1985년 4월 20일, 현재의 캠퍼스가 위치한 수원시 일대로 캠퍼스를 이전하였다.
1996년 12월 11일, 대학원대학으로 개편하며 합동신학대학원대학으로 교명을 변경하였고, 이듬해 11월 10일, 합동신학대학원대학교로 교명을 변경하여 현재에 이르고 있다.

## 저명한 교수

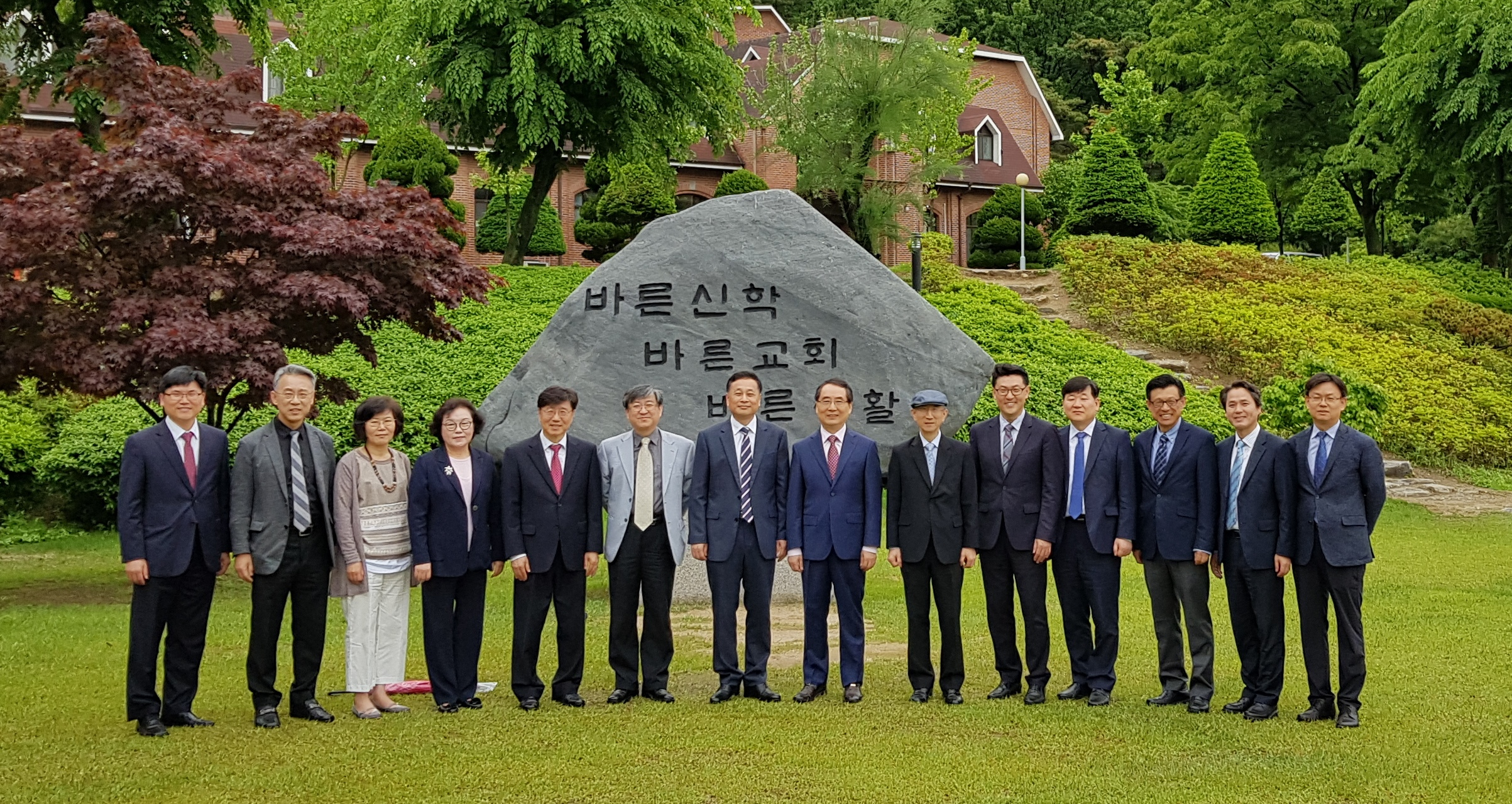
합동신학대학원 대학교 교직원 일동 (2018년)

## 원장·교장·학장과 총장 목록

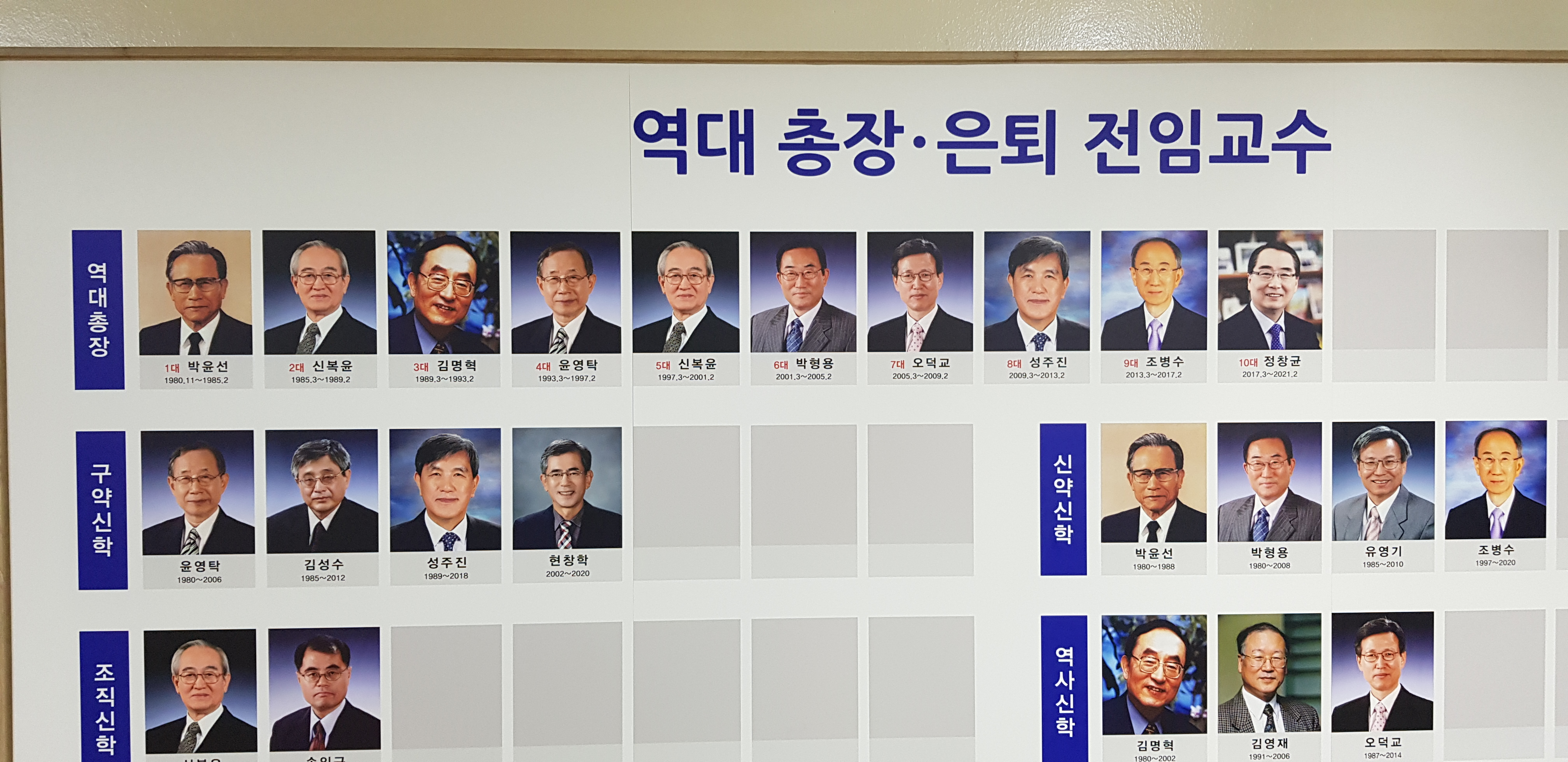
합동신학대학원 역대총장및 은퇴교수

합신대학원 시절에는 원장이, 합신대학교부터 교장이 임명되다가 합동신학대학원대학으로 개편된 이후 학장이 임명되다가 합동신학대학원대학교로 교명을 변경한 이후 총장이 임명되고 있다.
합동신학대학원대학교 총장은 교수 등 교직원들의 업무를 감독하고, 교무를 총괄하며 학생을 지도하고 학교를 대표한다. 총장은 학교법인 자유학원 이사장이 임명한다. 임기는 4년이다.
다음은 합동신학대학원대학교의 역대 총장이다.
- 박윤선
- 신복윤
- 김명혁
- 윤영탁
- 박형용
- 오덕교
- 성주진
- 조병수
- 정창균
- 김학유
- 안상혁

## 교육편제
합동신학대학원대학교는 전문대학원 과정의 학교로, 석·박사 과정 모두 제공하고 있다. 목회학과, 신학과 2개 학과만 운영하고 있으며, 신학과의 일부 학위 과정은 석·박사 통합 과정으로 제공되고 있다.

## 캠퍼스 풍경

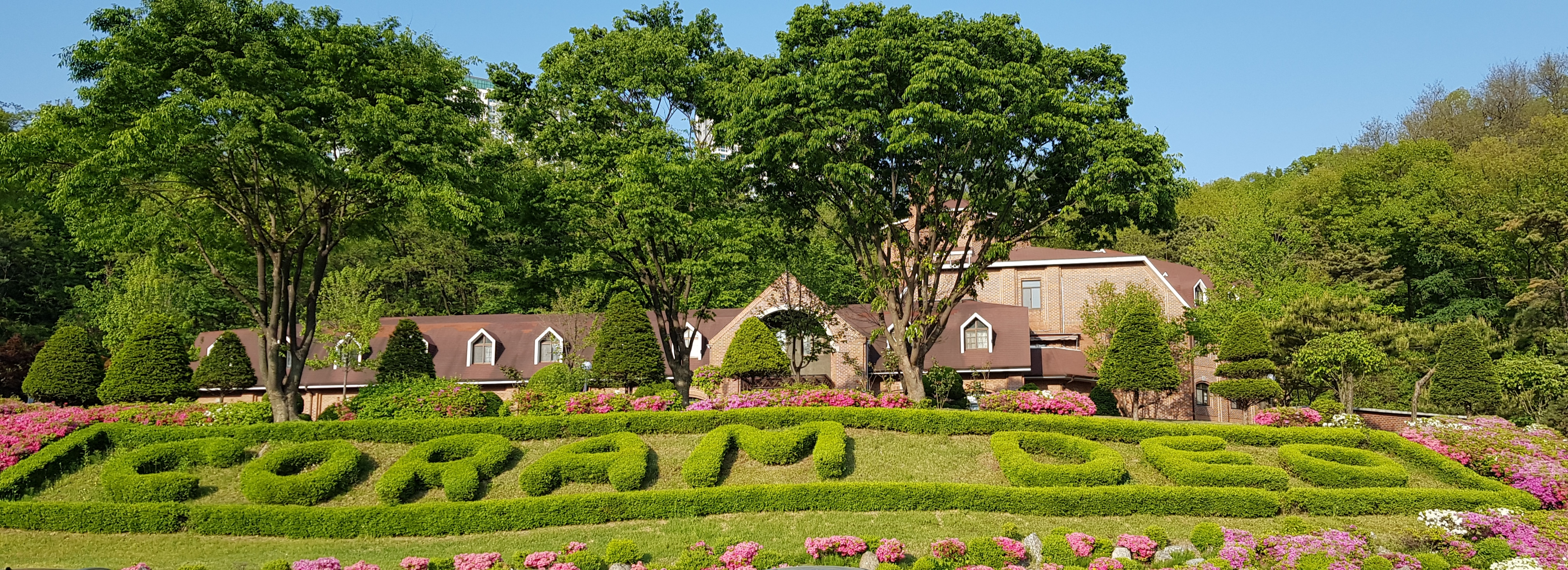
코람 데오, 합신대학원대학교 전경

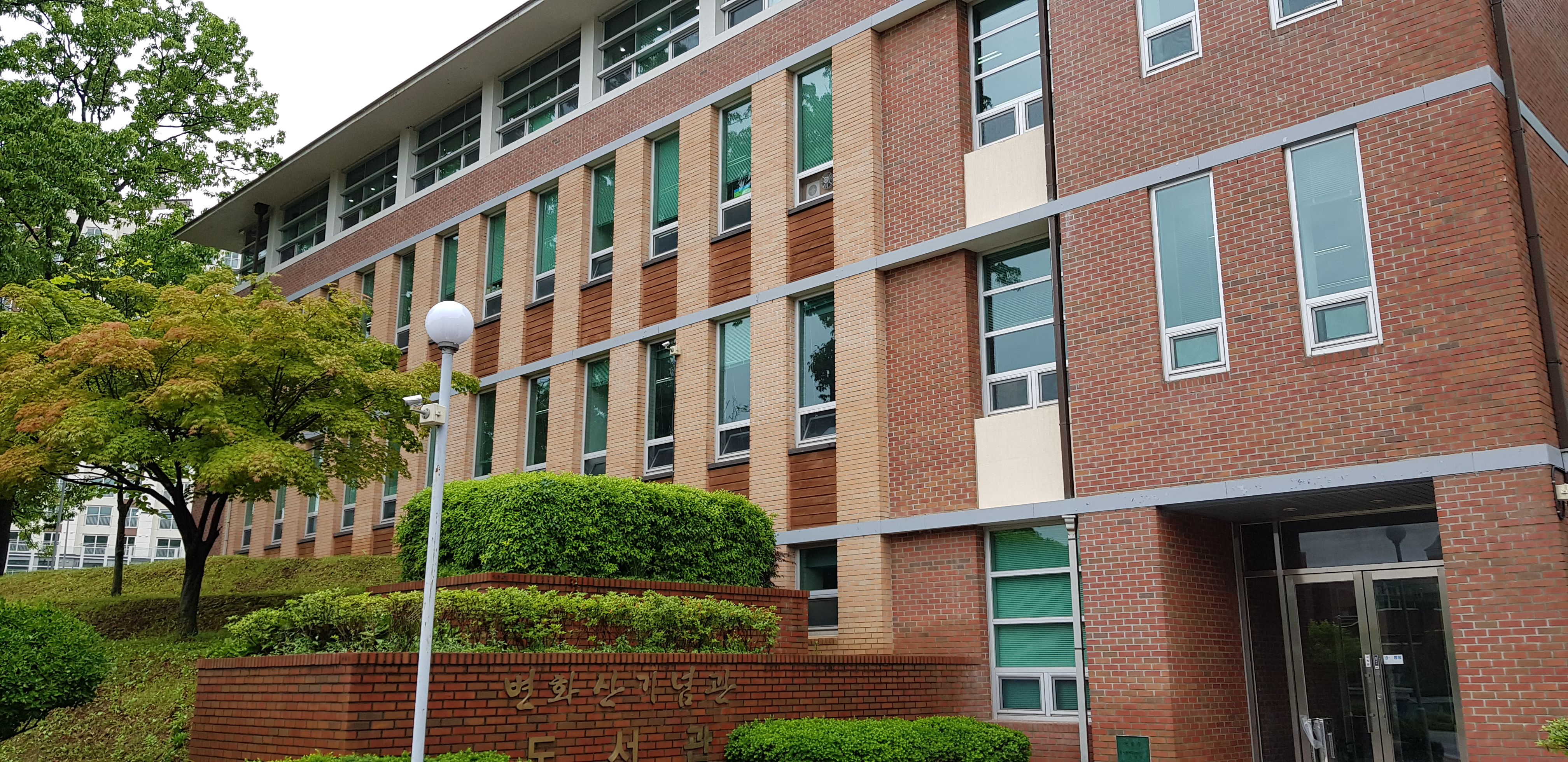
합신대학원대학교 도서관

합동신학대학원대학교는 경기도 수원시의 사립 대학원대학으로, 원천동에 그 교사가 위치한다. 학교 부지는 약 10만m²로 큰 규모는 아니지만, 도심변에 위치하여 기반 시설이 잘 발달한 편이다. 근처에 소화초등학교 등 교육 기관은 물론, 국토지리정보원 등이 위치한다. 학교 건너편은 아주대학교의 캠퍼스가 있고, 신분당선 광교중앙역(아주대)과 인접한다.
합동신학대학원대학교는 부속기관으로 정암신학 연구소, 개혁신학사상연구소, 설교센터 등을 두고 있다.

## 같이 보기
- 박윤선
- 오덕교
- 이승구 (1959년)
- 안명준
- 안상혁